# جک کوهن
جک کوهن (به انگلیسی: Jack Cohen) (زاده ۶ اکتبر ۱۸۹۸ - درگذشته ۲۴ مارس ۱۹۷۹) کارآفرین، بازرگان و مدیر اجرایی انگیسی بود، که در سال ۱۹۱۹ شرکت تسکو را تأسیس نمود.
امروزه شرکت تسکو بزرگترین شرکت خرده‌فروشی بریتانیایی است، که پس از وال‌مارت، به‌عنوان دومین شرکت خرده‌فروشی جهان، بر پایه میزان درآمد سالیانه شناخته می‌شود.